# Repetier-Host
Repetier-Host là một ứng dụng in 3D dụng được phát triển bởi Hot-World GmbH & Co. KG.

## Tiếp nhận
Ghi chú: "Một số phần mềm in 3D dễ học hơn các phần mềm khác. Repetier-Host là một trong những phần mềm khó làm quen và thỉnh thoảng có thể ngăn cản mọi người vận hành máy in của họ."

## Bên ngoài đường dẫn
- Chính thức trang web
- Đánh